# Yvan Le Moine
Pour les articles homonymes, voir Le Moine (homonymie).
Yvan Le Moine est un réalisateur belge né le 20 juillet 1959 à Nice.

## Biographie
Après avoir exercé divers métiers de 1973 à 1979, Yvan Le Moine a suivi des cours de cinéma à l'Insas et à l'Iad de 1984 à 1989. Il y réalise plusieurs courts métrages.
Son premier long métrage, Le Nain rouge, adapté d'une nouvelle de Michel Tournier et présenté au Festival de Cannes (sélection de la Quinzaine des réalisateurs), est sorti en 1998.

## Filmographie

### Courts métrages
- 1989 : 1,28 m au-dessus du niveau de la mer
- 1992 : La Pureté (sketch des Sept Péchés capitaux)[3]
- 2013 : Trois petites histoires sexuelles, tragiques et délicieuses

### Longs métrages
- 1998 : Le Nain rouge
- 2005 : Vendredi ou un autre jour
- 2014 : Rosenn